# Östergötlands runinskrifter 46

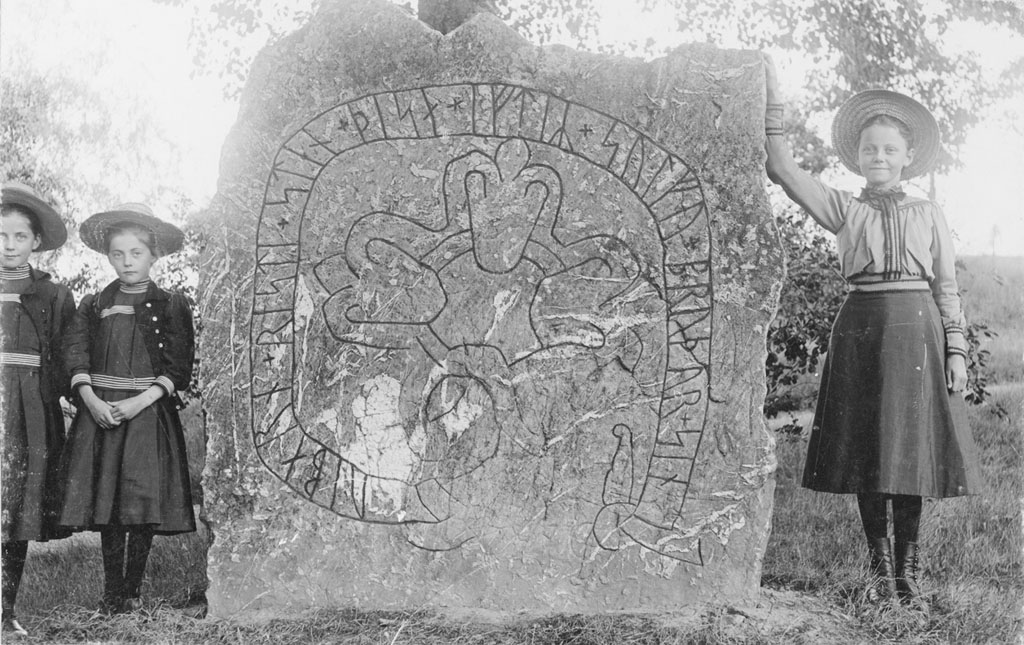
Tre flickor vid runstenen i Herstabergs park år 1900

Runinskrift Ög 46 är en runsten som jämte Ög 47 och Ög 48 står på Ströbo äng vid Vilhelmsbergsbäcken i Herrstaberg, Kvillinge socken och Norrköpings kommun, Bråbo härad i Östergötland. 

## Stenen
Materialet är granit med partier av insprängd flinta. På den stora, nästan kvadratiska stenen finns en drakslinga där rundjurets huvud tycks vara ristat i profil. Innanför slingan som löper i en båge utmed stenens ytterkanter, finns ett kristet och rikt ornerat kors i Ringerikestil.
De runor som ingår är normalrunor av samma typ som användes under 1000-talets andra hälft. En stungen i-runa ingår.

## Inskriften
Translitterering av runraden:
+ uibarn + risti + sten + þisa × iftiʀ + sulfu + bruþur + sin +
Normalisering till runsvenska:
Vibiorn ræisti stæin þennsa æftiʀ Sylfu/Solfu, broður sinn.
Översättning till nusvenska:
Vibern reste denna sten efter Solva, sin broder
Samnordisk runtextdatabas tolkar dock uibarn (Víbœrn) som en stavningsvariant av Vibjörn (Vibiorn). Troligen rör det sig om samma person som även låtit resa Ög 233 efter en annan broder. Troligen rör det sig även om samme ristare i båda fallen.

## Historia
Ög 46, samt Ög 47 och Ög 48, upptäcktes på 1800-talet och låg då omkullfallna vid den gamla landsvägsbron Stenbro, femtio meter sydost om deras nuvarande placeringar vid Koppargatan (gamla landsvägen) i norra Norrköping, dit de flyttades 1946. Samtliga tre stenar är att betrakta som gamla brostenar och förutom att markera broläget har de även gett upphov till ortnamnet Stenbro.